# Catarhoe transversa
Catarhoe transversa är en fjärilsart som beskrevs av Bytinsky-salz 1937. Catarhoe transversa ingår i släktet Catarhoe och familjen mätare. Inga underarter finns listade i Catalogue of Life.